# Clara Grima Ruiz
Clara Isabel Grima Ruiz (Sevilla, 26 de gener de 1971) és una matemàtica, professora i divulgadora científica espanyola.

## Biografia
Clara Grima, que es doctorà en matemàtica per la Universitat de Sevilla, és la presidenta de la Comissió de Divulgació de la Reial Societat Matemàtica Espanyola. És professora titular de Matemàtica Aplicada a la Universitat de Sevilla. Actualment, dona classes a l'Escola Tècnica Superior d'Enginyeria Informàtica i és membre del grup de recerca en Matemàtica Discreta. Grima destaca especialment per la seva faceta de divulgadora. A més de ser investigadora i professora, està especialitzada en divulgació científica, que practica en un ventall molt ampli d'àmbits, des de xerrades i conferències, a l'ús d'imaginatius mètodes audiovisuals, passant per la important presència en xarxes. Es pot dir que Grima s'ha convertit en una de les científiques més influents a les xarxes socials, tant a Youtube com a Twitter, on té gairebé 23.000 seguidors.
A part de les publicacions científiques en l'àrea i les seves comunicacions en congressos, és coautora de diversos llibres i, des de 2011 dedica part del seu temps a la divulgació de les matemàtiques. En televisió, Grima va ser una dels quatre col·laboradors fixos d'Òrbita Laika a La2 de TVE, en les dues primeres temporades del programa (2014-2015). A més, és una de les tres components del podcast cultural "Los 3 chanchitos", guardonat amb el premi Bitácoras al millor podcast de 2016 i una de les actrius-científiques de l'obra "Científiques: passat, present i futur", guardonada per la UOC, on interpreta a la científica britànica Rosalind Franklin, descobridora de l'estructura de l'ADN. Com a divulgadora, ha publicat dotzenes d'articles de divulgació científica en premsa, especialment, a través del eldiario.es Jot Down i Tecnoxplora, així com a la plataforma de divulgació científica Naukas. És l'autora, juntament amb Raquel García Ulldemolins, del blog "Mati, una profesora muy particular", amb qui també ha publicat el llibre "Hasta el infinito y más allá". Una de les seves preocupacions és apropar els nens a les matemàtiques a través dels contes.

## Reconeixements
El 2017 la Confederació de Societats Científiques d'Espanya (COSCE) li va concedir el "Premi a la Difusió de la Ciència 2017". La Universitat Oberta de Catalunya, per la seva banda, li va concedir el "Premi Equitat 2017". A més destaca el seu bloc "Mati y sus mateaventuras", guardonat amb el premi Bitácoras al millor bloc d'Educació 2011, premi 20Blogs al millor bloc en 2011 i premi Prismes de Bronze al millor lloc web de divulgació científica en 2013.

## Llibres de divulgació científica
- Grima, Clara; García Ulldemolins, Raquel (il). Hasta el infinito y más allá: Meti y sus mateaventuras.  Barcelona: Espasa, 2013. ISBN 978-84-670-2456-2.
- VVAA. Gardner para principiantes: enigmas y juegos matemáticos.  Madrid: RSME y Ediciones SM, 2014. ISBN 978-84-675-7473-9.
- Grima, Clara; Fernández Borja, Enrique. Las matemáticas vigilan tu salud.  Pamplona: Next Door Publishers, 2017. ISBN 978-84-946669-6-4.